# Topobea castanedae
Topobea castanedae är en tvåhjärtbladig växtart som beskrevs av John Julius Wurdack. Topobea castanedae ingår i släktet Topobea och familjen Melastomataceae. Inga underarter finns listade i Catalogue of Life.